# Bóng đá tại Đại hội Thể thao Đông Nam Á 2001 – Nữ
Nội dung bóng đá nữ tại Đại hội Thể thao Đông Nam Á 2001 được tổ chức tại Malaysia từ ngày 4 tháng 9 đến ngày 14 tháng 9 năm 2023. Không có giới hạn độ tuổi tham dự đối với các đội tuyển nữ.
Việt Nam đã giành tấm huy chương vàng lần đầu tiên trong lịch sử của mình sau khi đánh bại Thái Lan 4–0 trong trận chung kết. Myanmar giành tấm huy chương đồng sau khi vượt qua Indonesia.

## Lịch thi đấu
Dưới đây là lịch thi đấu cho nội dung bóng đá nữ.
| G | Vòng bảng | ½ | Bán kết | B | Tranh huy chương đồng | F | Chung kết |

| T3 4 | T4 5 | T5 6 | T6 7 | T7 8 | CN 9 | T2 10 | T3 11 | T4 12 | T5 13 | T6 14 | T6 14 |
| ---- | ---- | ---- | ---- | ---- | ---- | ----- | ----- | ----- | ----- | ----- | ----- |
| G    | G    | G    | G    |      | G    | G     |       | ½     |       | B     | F     |

## Các quốc gia tham dự
7 đội tuyển trong tổng số 11 quốc gia Đông Nam Á đã tham dự nội dung thi đấu này. 
- Indonesia (INA)
- Malaysia (MAS)
- Myanmar (MYA)
- Philippines (PHI)
- Singapore (SGP)
- Thái Lan (THA)
- Việt Nam (VIE)

## Địa điểm
Tất cả các trận đấu của môn bóng đá nữ diễn ra tại Sân vận động Cheras ở Kuala Lumpur, Malaysia.

## Bốc thăm
Lễ bốc thăm được tổ chức vào ngày 16 tháng 6 năm 2001 tại Kuala Lumpur, Malaysia. Bảy đội tuyển trong giải đấu nữ được bốc thăm chia thành hai bảng, một bảng bốn đội và một bảng ba đội.

## Vòng bảng
Hai đội đứng đầu mỗi bảng lọt vào vòng bán kết.

### Bảng A
| VT | Đội          | ST | T | H | B | BT | BB | HS | Đ | Giành quyền tham dự     |
| -- | ------------ | -- | - | - | - | -- | -- | -- | - | ----------------------- |
| 1  | Thái Lan     | 3  | 2 | 1 | 0 | 7  | 2  | +5 | 7 | Vòng đấu loại trực tiếp |
| 2  | Myanmar      | 3  | 2 | 1 | 0 | 7  | 2  | +5 | 7 | Vòng đấu loại trực tiếp |
| 3  | Malaysia (H) | 3  | 1 | 0 | 2 | 3  | 7  | −4 | 3 |                         |
| 4  | Philippines  | 3  | 0 | 0 | 3 | 0  | 6  | −6 | 0 |                         |

1. 1 2  Thái Lan và Myanmar bằng nhau cả về kết quả đối đầu và kết quả tổng thế. Thái Lan xếp trên nhờ tung đồng xu.[4]

| Thái Lan                                                     | 4–0      | Philippines |
| ------------------------------------------------------------ | -------- | ----------- |
| Srathongvian 13', 50' · Buathong 33' (ph.đ.) · Chaiyawut 71' | Chi tiết |             |

| Myanmar                                                            | 5–1      | Malaysia             |
| ------------------------------------------------------------------ | -------- | -------------------- |
| Mar Lin Win 13', 33', 57' · Zin Mar Win 72' · Nu Nu Khaine Win 86' | Chi tiết | Nor Aishah Ishak 84' |

| Thái Lan           | 2–1      | Malaysia    |
| ------------------ | -------- | ----------- |
| Chaiyawut 27', 90' | Chi tiết | Habibah 86' |

| Myanmar           | 1–0      | Philippines |
| ----------------- | -------- | ----------- |
| Hla Hla Thuan 54' | Chi tiết |             |

| Malaysia   | 1–0 | Philippines |
| ---------- | --- | ----------- |
| Roslan 30' |     |             |

| Thái Lan     | 1–1 | Myanmar               |
| ------------ | --- | --------------------- |
| Promphuy 30' |     | Aye Nandar Hlaing 76' |

#### Bảng B
| VT | Đội       | ST | T | H | B | BT | BB | HS  | Đ | Giành quyền tham dự     |
| -- | --------- | -- | - | - | - | -- | -- | --- | - | ----------------------- |
| 1  | Việt Nam  | 2  | 2 | 0 | 0 | 11 | 0  | +11 | 6 | Vòng đấu loại trực tiếp |
| 2  | Indonesia | 2  | 1 | 0 | 1 | 1  | 6  | −5  | 3 | Vòng đấu loại trực tiếp |
| 3  | Singapore | 2  | 0 | 0 | 2 | 0  | 6  | −6  | 0 |                         |

| Việt Nam                                                                                           | 6–0      | Indonesia |
| -------------------------------------------------------------------------------------------------- | -------- | --------- |
| Đoàn Thị Kim Chi 2' · Nguyễn Thị Mai Lan 20' · Lưu Ngọc Mai 40', 75', 83' · Bùi Thị Hiền Lương 72' | Chi tiết |           |

| Việt Nam                                                                                     | 5–0      | Singapore |
| -------------------------------------------------------------------------------------------- | -------- | --------- |
| Nguyễn Thị Mai Lan 9' · Gan Hwee Fern 12' (l.n.) · Lưu Ngọc Mai 41', 77' · Nguyễn Thị Hà 89' | Chi tiết |           |

| Indonesia  | 1–0      | Singapore |
| ---------- | -------- | --------- |
| Swabra 16' | Chi tiết |           |

## Vòng đấu loại trực tiếp
Trong vòng đấu loại trực tiếp, nếu một trận đấu có kết quả hòa sau 90 phút:
- Tại trận tranh huy chương đồng, sẽ không thi đấu hiệp phụ, trận đấu được quyết định bằng loạt sút luân lưu.
- Tại trận bán kết và trận chung kết, sẽ tổ chức thi đấu hiệp phụ (có áp dụng luật bàn thắng vàng). Nếu kết quả vẫn hòa sau hiệp phụ, loạt sút luân lưu sẽ được sử dụng để xác định đội thắng.

### Sơ đồ
|  | Bán kết                   | Bán kết  |                            |   | Trận tranh huy chương vàng | Trận tranh huy chương vàng |
|  |                           |          |                            |   |                            |                            |
|  | 12 tháng 9 – Kuala Lumpur |          |                            |   |                            |                            |
|  |                           |          |                            |   |                            |                            |
|  | Việt Nam (p)              | 1 (7)    |                            |   |                            |                            |
|  | Việt Nam (p)              | 1 (7)    | 14 tháng 9 – Kuala Lumpur  |   |                            |                            |
|  | Myanmar                   | 1 (6)    |                            |   |                            |                            |
|  | Myanmar                   | 1 (6)    | Việt Nam                   | 4 |                            |                            |
|  | 12 tháng 9 – Kuala Lumpur |          | Việt Nam                   | 4 |                            |                            |
|  |                           | Thái Lan | 0                          |   |                            |                            |
|  | Thái Lan                  | Thái Lan | 0                          | 2 |                            |                            |
|  | Thái Lan                  |          |                            | 2 |                            |                            |
|  | Indonesia                 | 0        |                            |   |                            |                            |
|  | Indonesia                 | 0        | Trận tranh huy chương đồng |   |                            |                            |
|  |                           |          |                            |   |                            |                            |
|  | 14 tháng 9 – Kuala Lumpur |          |                            |   |                            |                            |
|  |                           |          |                            |   |                            |                            |
|  | Myanmar                   | 3        |                            |   |                            |                            |
|  | Myanmar                   | 3        |                            |   |                            |                            |
|  | Indonesia                 | 0        |                            |   |                            |                            |

### Các trận đấu

#### Bán kết
| Thái Lan                 | 2–0 | Indonesia |
| ------------------------ | --- | --------- |
| Paturat 84' · Saipin 89' |     |           |

| Việt Nam                                                                | 1–1 (s.h.p.) | Myanmar                             |
| ----------------------------------------------------------------------- | ------------ | ----------------------------------- |
| Lưu Ngọc Mai 35'                                                        | Chi tiết     | Moe Moe War 90'                     |
| Loạt sút luân lưu                                                       |              |                                     |
| Lưu Ngọc Mai · ? · ? · Nguyễn Thị Kim Hồng · ? · ? · Trần Thị Bích Hạnh | 7–6          | ? · ? · ? · ? · ? · ? · Yin Moe Aye |

#### Tranh huy chương đồng
| Myanmar                                                | 3–0 | Indonesia |
| ------------------------------------------------------ | --- | --------- |
| My Nilar Htwe 15' · Hla Hla Than 29' · Mar Lar Win 65' |     |           |

#### Tranh huy chương vàng
| Việt Nam                                                                                | 4–0      | Thái Lan |
| --------------------------------------------------------------------------------------- | -------- | -------- |
| Bùi Thị Hiền Lương 9', 83' · Nguyễn Thị Thuý Nga 30' (ph.đ.) · Lưu Ngọc Mai 49' (ph.đ.) | Chi tiết |          |

### Huy chương vàng
| Bóng đá nữ Đại hội Thể thao Đông Nam Á 2001 |
| ------------------------------------------- |
| · Việt Nam · Lần đầu tiên                   |

## Thống kê

### Cầu thủ ghi bàn
Đã có 40 bàn thắng ghi được trong 13 trận đấu, trung bình 3.08 bàn thắng mỗi trận đấu.
7 bàn thắng
- Lưu Ngọc Mai

3 bàn thắng
- Mar Lin Win
- Ngamsom Chaiyawut
- Bùi Thị Hiền Lương

2 bàn thắng
- Hla Hla Thuan
- Nuenggrutai Srathongvian
- Nguyễn Thị Mai Lan

1 bàn thắng
- Yakomina Swabra
- Rozana Roslan
- Widiya Habibah
- Aye Nandar Hlaing
- Moe Moe War
- Mar Lar Win
- My Nilar Htwe
- Nu Nu Khaine Win
- Zin Mar Win
- Penrapai Promphuy
- Pranee Saipin
- Prapa Buathong
- Sirinard Paturat
- Đoàn Thị Kim Chi
- Nguyễn Thị Hà
- Nguyễn Thị Thuý Nga

1 bàn phản lưới nhà
- Gan Hwee Fern (trong trận gặp Việt Nam)

### Bảng xếp hạng
| VT | Đội          | ST | T | H | B | BT | BB | HS  | Đ  | Kết quả chung cuộc        |
| -- | ------------ | -- | - | - | - | -- | -- | --- | -- | ------------------------- |
| 1  | Việt Nam     | 4  | 3 | 1 | 0 | 16 | 1  | +15 | 10 | Vô địch - Huy chương vàng |
| 2  | Thái Lan     | 5  | 3 | 1 | 1 | 9  | 6  | +3  | 10 | Á quân - Huy chương bạc   |
| 3  | Myanmar      | 5  | 3 | 2 | 0 | 11 | 3  | +8  | 11 | Hạng ba - Huy chương đồng |
| 4  | Indonesia    | 4  | 1 | 0 | 3 | 1  | 11 | −10 | 3  | Hạng tư                   |
|    |              |    |   |   |   |    |    |     |    |                           |
| 5  | Malaysia (H) | 3  | 1 | 0 | 2 | 3  | 7  | −4  | 3  | Bị loại ở vòng bảng       |
| 6  | Philippines  | 3  | 0 | 0 | 3 | 0  | 6  | −6  | 0  | Bị loại ở vòng bảng       |
| 7  | Singapore    | 2  | 0 | 0 | 2 | 0  | 6  | −6  | 0  | Bị loại ở vòng bảng       |